# 最後のニュース
「最後のニュース」（さいごのニュース）は、日本のシンガーソングライターである井上陽水の楽曲。1989年12月21日に、自身の31枚目のシングルとしてフォーライフ・レコードからリリースされた。
表題曲の「最後のニュース」は、同年10月に放送を開始したJNN（TBSテレビ）の報道番組『筑紫哲也 NEWS23』の初代エンディングテーマとして書き下ろされた楽曲で、放送開始から1991年5月まで使用された。2016年公開の映画『だれかの木琴』の主題歌にも起用された。

## 制作

### 最後のニュース
陽水が、番組のメインキャスターだった筑紫哲也と親交があった縁で、番組開始前に筑紫からの直談判により、陽水が番組の音楽全般を手がけることとなって実現した。また、筑紫の没後にTBS系で放送された追悼特別番組『筑紫さんが遺したものーガン闘病500日』ではエンディングに陽水自ら出演して演奏した。
演奏は、アコースティック・ギターの弾き語りにコードを奏でるキーボードとドラムが加わるのみのシンプルなものとなっている。

## 音楽性

### 最後のニュース
曲は3番までの構成となっており、歌詞中には循環コードで地球上の様々な時事問題を想起させる台詞を多数羅列している。2番の歌詞中に「フロンガス」のフレーズがあるが、近年の陽水はライブやテレビでこの曲を歌唱する際、当該部分を「二酸化炭素」に置き換えている。
「循環コードの比較的単純なバラードに長い台詞を早口で詰め込む」という楽曲スタイルや、フレーズごとの語尾が問いかけ「〜の?」で統一された曲調は、ラジオ番組（『岸谷五朗の東京RADIO CLUB』など）の企画やお笑い芸人ら（カナリアなど）が陽水をまねる際のネタに使用されることもあった。

## ディスクジャケット
シングルのジャケットには、ヒンデンブルク号爆発事故の写真が使われ、歌詞中にもその表現がある。

## 収録曲
| 全作詞・作曲: 井上陽水。 |                    |           |            |                       |      |
| #                        | タイトル           | 作詞      | 作曲・編曲 | 編曲                  | 時間 |
| 1.                       | 「最後のニュース」 | 井上陽水  | 井上陽水   | 井上陽水 UG KAWASHIMA | 3:55 |
| 2.                       | 「BACK SIDE」      | 井上陽水  | 井上陽水   |                       | 4:52 |
| 合計時間:                | 合計時間:          | 合計時間: | 8:47       |                       |      |

## メディアでの使用
| # | 曲名               | タイアップ                                 | 出典  |
| - | ------------------ | ------------------------------------------ | ----- |
| 1 | 「最後のニュース」 | TBS系『筑紫哲也 NEWS23』エンディングテーマ | [ 2 ] |
| 1 | 「最後のニュース」 | 映画『だれかの木琴』主題歌                 | [ 3 ] |

## 収録アルバム
- 『ハンサムボーイ』 (#4)
- 『GOLDEN BEST』 (Disc1 #5)
- 『Blue Selection』 (#11)※ジャズアレンジによるセルフカバー。

## カバー
- 奥田民生（2004年、16枚目のシングル「サウンド・オブ・ミュージック」のカップリング曲としてCD初収録。のちに2008年発表のB面ベストアルバム「BETTER SONGS OF THE YEARS」にも収録）
  - 前出のCD発表以前からライブでよく歌唱していた[4]。
- KREVA（2019年、「井上陽水トリビュート」に収録）[5]
- OAU（2020年、ベストアルバム「Re:New Acoustic Life」に収録）[6]
  - ベストアルバム発売の前年（2019年）に出演したNHK BSプレミアム『The Covers』で演奏したところ反響を呼び、後に自身のYouTubeで特別公開された[7]。アルバム発表にあたって新たにレコーディングされており、こちらでは「フロンガス」の部分が「COVID-19」に変更されている。